# 둥펑구

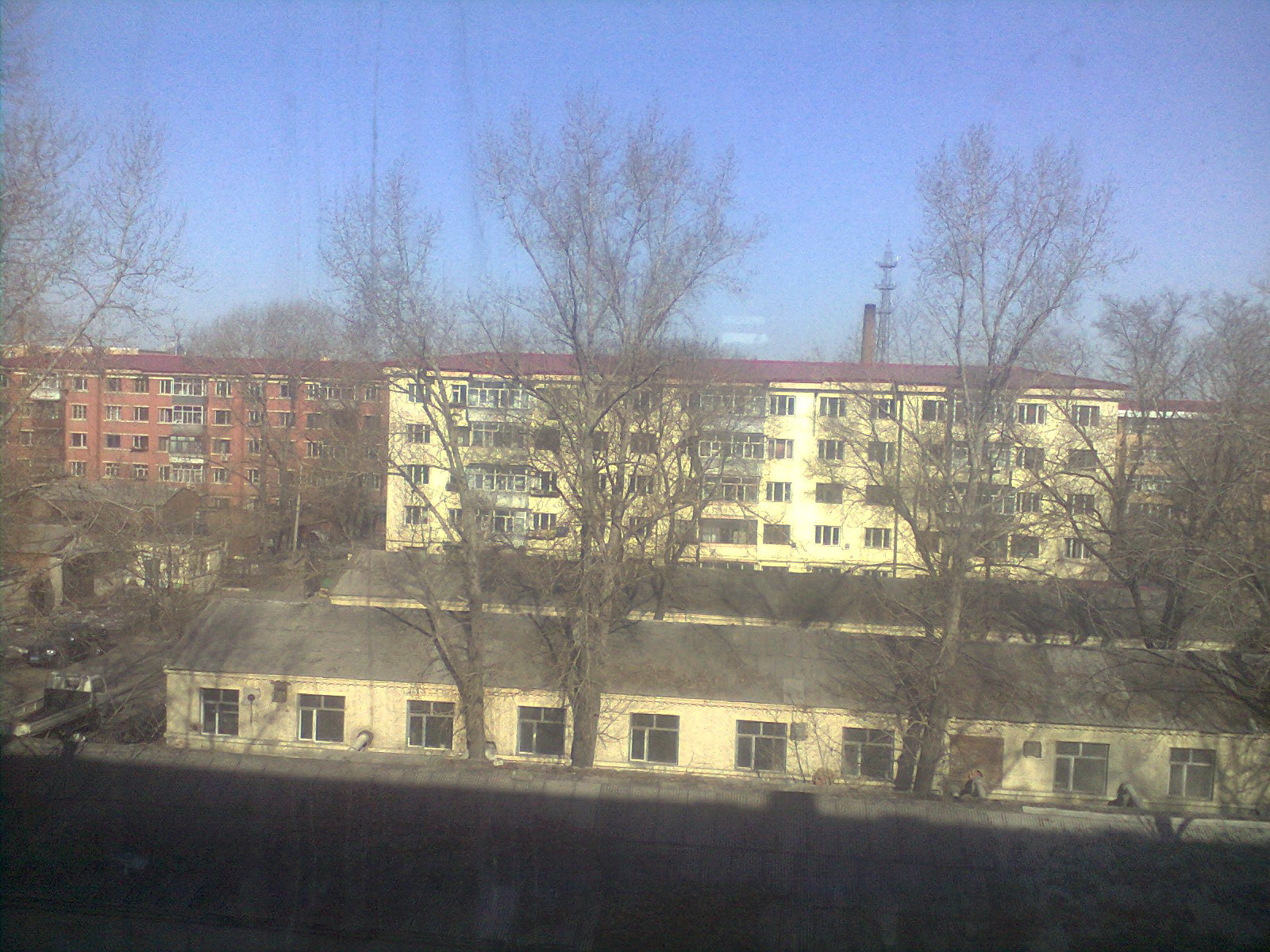

둥펑구(한국어: 동풍구, 중국어: 东风区, 병음: Dōngfēng Qū)는 중화인민공화국 헤이룽장성 자무쓰시의 행정 구역이다. 넓이는 53km2이고, 인구는 2007년 기준으로 150,000명이다.

## 행정 구역
5개 가도, 2개 향을 관할한다.
- 가도: 建国街道, 晓云街道, 佳东街道, 佳南街道, 造纸街道.
- 향: 松江乡, 建国乡.